# St. George's, Bermuda

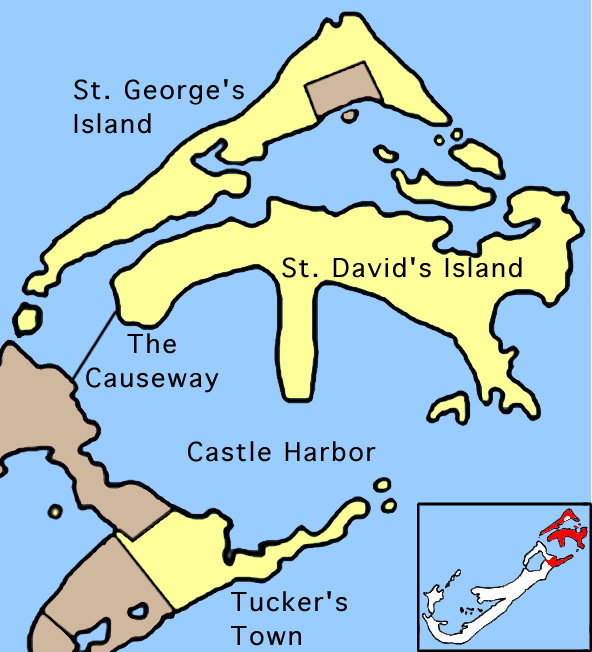
St. George's församling i Bermuda

St. George's är en församling (parish) i Bermuda. St. George's hade 4 886 invånare, år 2012, på en yta av 7,9 km².